# 이기태 (1948년)
이기태(李基泰, 1948년 10월 6일 ~ )는 대한민국의 기업인이다.

## 이력
1973년 삼성전자에 입사하여 기술총괄 부회장을 거쳤다. 그는 삼성전자에서 재직중 애니콜의 신화를 세웠으며, 2008년 삼성전자의 대외협력담당 부회장으로 재직 이후 2012년 현재 그는 삼성전자에서 물러난 후 연세대학교 공과대학 IT융합부문에 정교수로 취임중이다.
또한, 동시에 KJ프리텍과 케이더파워의 최대주주이며 최근 인스프리트라는 미디어 컨버전스 회사에 직간접 투자하여 CEO로써의 행보도 걷고 있다.

## 수상
- 2001 올해의 과학자상

## 학력
- 보문고등학교
- 인하대학교